# Chalicotherium
Chalicotherium, del griego clásico χαλιξ (khalix), guijarro/grava, y θηρίον (thērion), "bestia", es un género de calicoterios ramoneadores extintos del orden Perissodactyla, hallado en Europa, África y Asia durante el Mioceno medio al Mioceno tardío, viviendo desde hace 15 a 7.75 millones de años.
Este animal pudo haber sido como otras especies de calicotéridos: un herbívoro de extraño aspecto con largas garras en sus extremidades anteriores y patas traseras más cortas y gruesas (graviportales).
La especie tipo, Chalicotherium goldfussi, de Europa en el Mioceno y el Plioceno, fue descrita por J. J. Kaup en 1833 y desde entonces otras 7 especies han sido asignadas con seguridad al género. De acuerdo a los actuales análisis filogenéticos Chalicotherium tiene dos géneros hermanos anidados dentro de sí, Anisodon Lartet, 1851 y Nestoritherium J. J. Kaup, 1859, lo que convierte al primer género en parafilético.

## Descripción

Mandíbula y dientes de C. goldfussi.

Chalicotherium, como muchos otros miembros de Perissodactyla, estaba adaptado a ramonear, si bien estaba adaptado de manera única respecto a sus parientes ungulados. Sus patas delanteras eran largas y con grandes garras, con lo cual sólo podía caminar sobre sus nudillos. Los brazos eran usados para alcanzar las ramas altas y acercarlas a su corto rostro para así devorar las hojas. La cabeza, similar a la de un caballo también tiene adaptaciones para la dieta de vegetación suave, ya que cuando el animal alcanzaba la madurez sexual, los dientes incisivos y los caninos superiores se perdían, lo que sugiere que sus labios musculares y sus almohadillas de las encías eran suficientes para buscar alimento, el cual luego era procesado por sus molares cuadrados de coronas bajas.
Callosidades en el isquion implican que estos animales podían sentarse sobre sus ancas por extensos períodos de tiempo, probablemente mientras se alimentaban. Almohadillas óseas de soporte crecían sobre el lado dorsal de las falanges manuales lo cual se interpreta como evidencia de que caminaba sobre sus nudillos, lo cual probablemente era útil para evitar desgastar sus garras, preservándolas tanto para usarlas a modo de rastrillo de ramas o como una formidable arma defensiva.
Todas estas características muestran alguna convergencia con otros grupos de mamíferos ramoneadores que evolucionaron de manera independiente, como los extintos homalodoterios, los palorquéstidos y perezosos terrestres y los actuales gorilas y osos panda.

## Clasificación

### Historia taxonómica

Mandíbula de Chalicotherium goldfussi.

Los especímenes tipo de Chalicotherium goldfussi fueron hallados en estratos del Mioceno superior de los lechos Dinotherien-sande cerca de Eppelsheim, en el Gran Ducado de Hesse, Alemania. Kaup, cuando describió al nuevo animal en 1833, notó que los dientes eran semejantes a guijarros y nombró la criatura en consecuencia. Más tarde, fósiles de las extremidades encontrados en Sansan en el departamento de Gers, al suroeste de Francia, fueron inicialmente descritos como Macrotherium por Lartet en 1837. Estudios adicionales de estos fósiles y hallazgos subsecuentes hechos por Filhol garantizaron que este material descrito como Macrotherium fuera referido a Chalicotherium. Un género sinonimizado más recientemente es Butleria, pre-ocupado por un género de mariposa.
La historia de asignaciones taxonómicas de cada especie se detalla en la lista de especies presentada a continuación, junto con datos morfológicos y geográficos si están disponibles.

### Especies
Válidas:
- Chalicotherium goldfussi J. J. Kaup, 1833.

La especie tipo, fue hallado en lechos rocosos del Mioceno de Alemania. Pesaba cerca de 1.500 kilogramos y medía 2.6 metros de alto hasta los hombros.
- Chalicotherium brevirostris

Descrito inicialmente como Macrotherium brevirostris Colbert 1934, esta especie proviene de la formación Tung Gur del Mioceno superior, en Mongolia Interior, China.
- Chalicotherium salinum

Antes conocido como Macrotherium salinum Forster Cooper, esta especie fue descubierta inicialmente en los lechos de Siwalik del Plioceno inferior en India; su rango cronológico se extiende al Mioceno medio y superior, y geográficamente a Pakistán y China.
- Chalicotherium hebeiense[3] Chen & Liu, 2013

Esta especie fue encontrada en estratos del Mioceno medio localizados en la Formación Jiulongkou, provincia de Hebei, China.
Invalidadas:
- Chalicotherium antiquum J. J. Kaup, 1833.

Hallada en la misma localidad que la especie tipo, fue más tarde incluida en ésta debido a la carencia de rasgos diagnósticos.
Especímenes atribuidos:
- Chalicotherium cf. C. brevirostris Wang et al., 2001.

Hallado en la cuenca Tsaidam, en el norte de Qinghai y la meseta tibetana, en China.
- "Chalicotherium modicum" Stehlin, 1905.

Un nomen nudum, realmente era un diente de Schizotherium priscum.
- "Chalicotherium" bilobatum Cope.

Encontrado en rocas del Oligoceno de Saskatchewan, este espécimen muy fragmentario fue el tipo en el cual Russel basó el género Oreinotherium.
- Chalicotherium spp.

Son especímenes hallados en dos localidades de Tayikistán, aunque pertenecen al menos a dos especies distintas.

## En la cultura popular
- Aunque el calicoterio no es muy ampliamente conocido en la cultura popular, la miniserie documental de televisión de 2001 Walking with Beasts de la BBC incluyó a este animal, dándole alguna publicidad.

- Un calicoterio aparece brevemente en la secuela de la película animada Ice Age, Ice Age: The Meltdown.

- En el videojuego Ark Survival Evolved hace aparición como una de los muchas criaturas prehistóricas de ésta famosa franquicia.
- Por último, animales llamados "chalikos" son usados como corceles en la Saga of Pliocene Exile de Julian May, una serie sobre viajes en el tiempo en la cual los humanos viajan a través de un portal hasta el período Plioceno.